# Vápenná

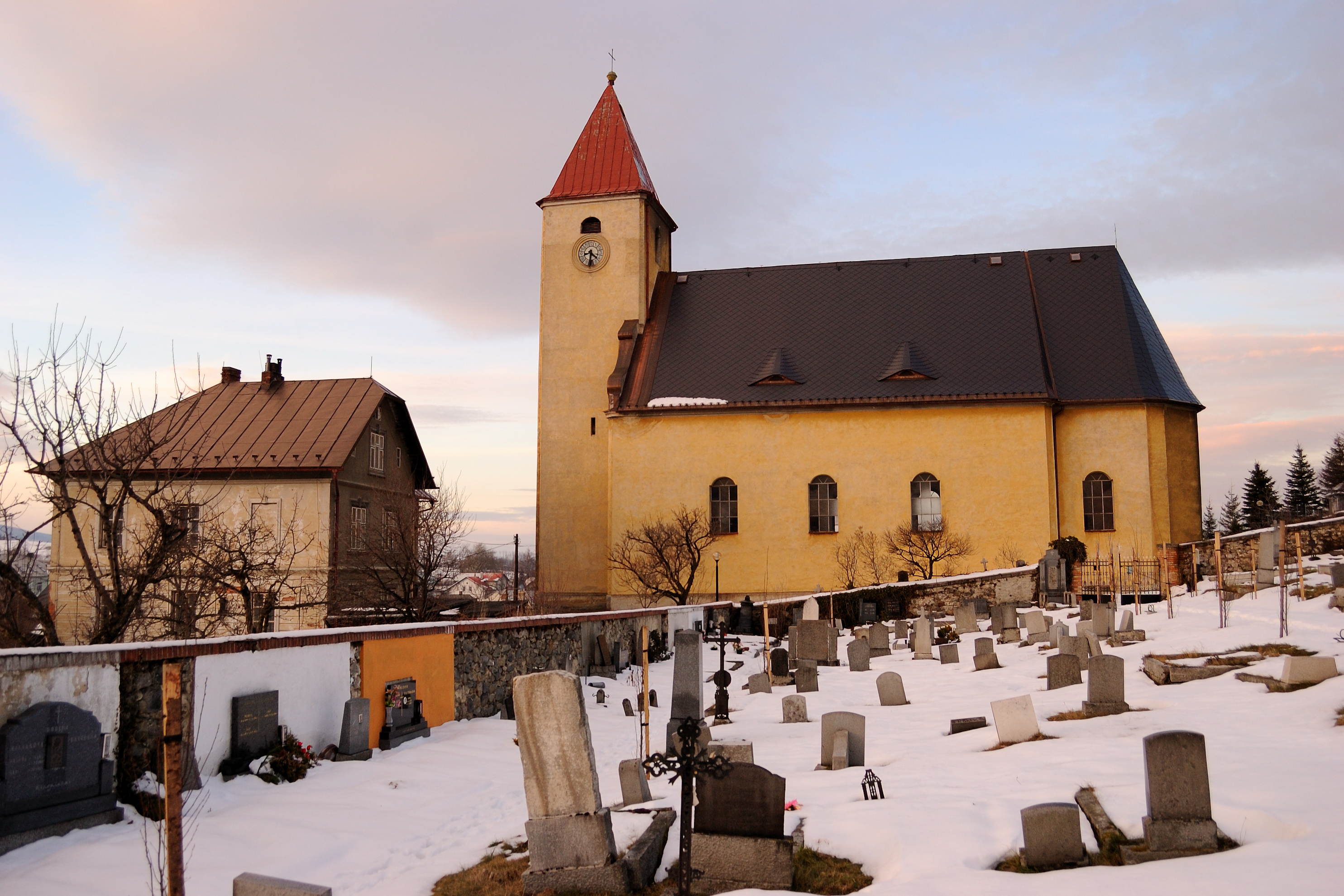
Kirche St. Philippus

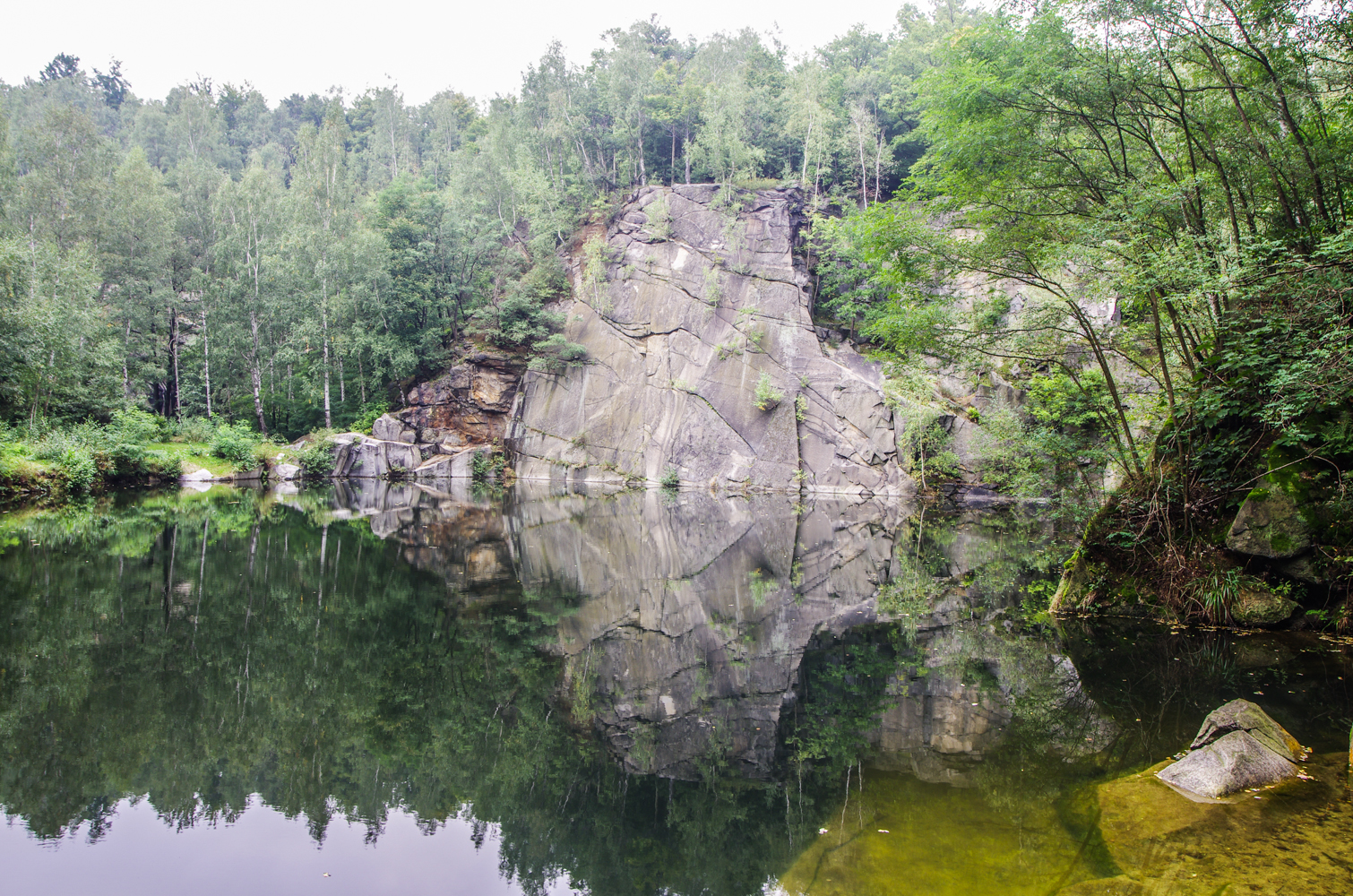
Ehemaliger Steinbruch Vycpálkův lom

Vápenná, bis 1949 Zighartice, (deutsch Setzdorf) ist eine Gemeinde in Tschechien. Sie liegt zehn Kilometer nordwestlich von Jeseník und gehört zum Okres Jeseník in der Region Moravskoslezský kraj.

## Geographie
Vápenná befindet sich im Reichensteiner Gebirge am Übergang vom Oberlindewieser Bergland (Hornilipovská hornatina) zur Žulovská pahorkatina. Das Dorf liegt im Tal der Vidnavka (Setzdorfer Wasser), der im Ort der Vápenský potok (Weidenbach) und der Ztracený potok (Verlorenwasser) zufließen. Südöstlich erhebt sich der Žulový vrch (718 m) und im Südwesten der Kopřivník (924 m). Im Südosten des Gemeindegebietes liegt am gleichnamigen Pass die Jeskyně Na Pomezí (Höhle am Gemärke).
Nachbarorte sind Žulová im Norden, Černá Voda im Nordosten, Lázně Jeseník im Südosten, Lipová-lázně im Süden, Polka im Südwesten, Nýznerov im Westen sowie Skorošice im Nordwesten.

## Geschichte
Die erste urkundliche Erwähnung des Ortes erfolgte im Jahre 1358. Danach ging das Dorf wieder ein und wurde 1418 in einem Besitzverzeichnis des Bistums Breslau als wüst bezeichnet. 1576 begann das Bistum mit der Wiederbesiedlung. Zu Beginn des 17. Jahrhunderts entstanden die ersten Kalköfen, hauptsächlich lebten die Bewohner zu dieser Zeit von der Holzfällerei. Während des Dreißigjährigen Krieges wurde Setzdorf zerstört und nach kurzer Zeit wiedererrichtet. In der Zeit zwischen 1771 und 1780 kam es zur Gründung mehrerer, überwiegend kleiner Ansiedlungen in der nahen Umgebung. Dazu gehörten Polke, Niesnersberg, Grünberg (Zelená Hora), Weidensümpfen (Vrbiska) und Muhrhau (Muhrova Paseka). 1775 wurde die Vogtei Setzdorf zum Rittergut erhoben. 1780 entstand die Kirche mit Pfarrhaus, die 1845 zur Pfarrkirche erhoben wurde.
Zu Beginn des 19. Jahrhunderts erhielt Setzdorf durch die Kalkbrennerei einen wirtschaftlichen Aufschwung. Anstelle der alten Feldöfen entstanden moderne Kalköfen. 1836 bestanden in dem Dorf bereits 17 Kalköfen. 1839 erwarb Anton Cajetan Latzel das Rittergut. Neben der Kalkbrennerei erfolgte auch der Abbau von Granit und Marmor sowie bei Niesnersberg von Graphit. Zwischen 1845 und 1849 führten Missernten zu einer Hungersnot. Nach der Ablösung der Patrimonialherrschaften wurde Setzdorf 1850 Teil des Bezirks Freiwaldau und des Gerichtsbezirks Weidenau. Zu dieser Zeit war Setzdorf die wirtschaftlich bedeutendste Gemeinde des Bezirks. 1868 entstand das Kalkwerk des Landtagsabgeordneten Adolf Latzel, das im selben Jahre die ersten drei Ringöfen in Betrieb nahm. 1870 wurde das Kalkwerk A. Rösner und ein Jahr später das von S. Neugebauer gegründet.
Nach dem Ersten Weltkrieg setzte ein Niedergang der Kalkwerke und Steinbrüche ein, der insbesondere während der Weltwirtschaftskrise zu hoher Arbeitslosigkeit führte. Bis in die 1930er Jahre wurde Setzdorf zum Zentrum der kommunistischen Bewegung im Bezirk Freiwaldau. Während des Freiwaldauer Streiks wurden mehrere Bewohner des Ortes am 25. November 1931 auf der Kreuzung in Niederlindewiese durch die Gendarmerie erschossen. Die blutige Niederschlagung des Streiks führte zum Aufschwung der Sudetendeutschen Partei, hinter der die Kommunisten nur noch zweitstärkste Kraft im Ort waren. 1936 wurde die Karsthöhle am Gemärke entdeckt. Nach dem Münchner Abkommen wurde Setzdorf in das Deutsche Reich eingegliedert und gehörte von 1939 bis 1945 zum Landkreis Freiwaldau. Nach Kriegsende wurde die deutsche Bevölkerung vertrieben. 1949 wurde Zighartice in Vápenná umbenannt. Die Höhle am Gemärke wurde am 16. Mai 1950 als Schauhöhle öffentlich zugänglich gemacht. Der letzte Steinbruch im Ort, Vycpálkův, wurde 1969 stillgelegt. Bis in die 1970er Jahre wurde im Ort noch Kalk gebrannt. 1979 erfolgte der Abriss des letzten Ringofens. Erhalten blieb der Steinmetzbetrieb Teramo, der am Smrčník bei Lipová-lázně einen Marmorsteinbruch unterhält.

## Gemeindegliederung
Die Gemeinde Vápenná besteht aus den Ortsteilen Polka (Polke) und Vápenná (Setzdorf). Grundsiedlungseinheiten sind Polka, Vápenná und Zelená Hora (Grünberg). Zu Vápenná gehören zudem die Einschichten Bažiny (Weidensümpfen), Lesní Čvrť (Bogengrund) und Paseky (Muhrhau) sowie ein geringer Anteil von Staré Podhradí (Alt-Kaltenstein).

## Sehenswürdigkeiten
- Jeskyně Na Pomezí (Höhle am Gemärke)
- barocke Kirche St. Philippus, erbaut 1780–1781
- Grabstätte der Opfer des Freiwaldauer Streiks vom 25. November 1931 auf dem Friedhof
- Karstformationen im Tal des Ztracený potok bei Polka mit nicht zugänglichen Höhlen
- Wasserfälle bei Nýznerov